# Rock and Roll Circus
Rock and Roll Circus ist ein Album der Rockband The Rolling Stones, aufgenommen am 10. und 11. Dezember 1968. Das Album und die dazugehörigen Filmaufnahmen von Michael Lindsay-Hogg wurden erst 1996 auf DVD veröffentlicht.

## Das Album
Im Jahr 1968 planten die Rolling Stones die Aufnahme eines Fernseh-Specials. Das Konzert-Event sollte an einen Zirkusauftritt erinnern, sodass ein TV-Studio im Norden Londons dementsprechend gestaltet wurde. Artisten, Clowns, Zirkustiere und befreundete Musiker wurden engagiert, um ein möglichst authentisches Zirkusgefühl zu erzeugen. Regie führte Michael Lindsay-Hogg.
Neben den Stones (Mick Jagger etwa spielte einen Dompteur) trat die junge, noch kaum bekannte Band Jethro Tull mit dem Gitarristen Tony Iommi auf. Dieser gründete ein Jahr später die Band Black Sabbath. Weitere Teilnehmer waren The Who, der Bluesmusiker Taj Mahal, Mick Jaggers damalige Freundin Marianne Faithfull, der Geiger Ivri Gitlis, Yoko Ono und die nur für diesen Auftritt formierte Band The Dirty Mac. Diese bestand aus John Lennon (von Jagger „Winston“ genannt) von den Beatles als Sänger und Gitarrist, Eric Clapton von Cream als Gitarrist, Stones-Gitarrist Keith Richards als Bassist und Mitch Mitchell von The Jimi Hendrix Experience am Schlagzeug.
Der Name Dirty Mac bezieht sich auf eine Anspielung John Lennons auf die Band Fleetwood Mac.
Jeder Künstler wurde (wie im Zirkus) angesagt oder ein kleines Orchester spielte eine Einleitung. Die Eintrittskarten waren vergoldet und wurden über den Rolling-Stones-Fanclub und den NME (New Musical Express) vertrieben. Das Album wurde erst 1996 mit 28 Jahren Verspätung veröffentlicht, da die Stones mit der Qualität ihres Auftritts unzufrieden waren. Die Rechte an Film und Musik liegen bei ihrer alten Plattenfirma Decca Records.

## Titelliste
1. Mick Jagger’s introduction of Rock and Roll Circus (0:25)
2. Entry of the Gladiators (Julius Fučík) – Orchester (0:54)
3. Mick Jagger’s introduction of Jethro Tull (0:11)
4. Song for Jeffrey (Ian Anderson) – Jethro Tull (3:25)
5. Keith Richards’s introduction of The Who (0:07)
6. A Quick One While He’s Away (Pete Townshend) – The Who (7:32)
7. Over the Waves (Juventino Rosas) – Orchester (0:45)
8. Ain’t That a Lot of Love (William Dean Parker/Homer Banks) – Taj Mahal (3:48)
9. Charlie Watts’s introduction of Marianne Faithfull (0:05)
10. Something Better (Barry Mann/Gerry Goffin) – Marianne Faithfull (2:31)
11. Mick Jagger’s and John Lennon’s introduction of The Dirty Mac (1:05)
12. Yer Blues (John Lennon/Paul McCartney) – The Dirty Mac (4:26)
13. Whole Lotta Yoko (Yoko Ono) – Yoko Ono, Ivry Gitlis, The Dirty Mac (4:48)
14. John Lennon’s introduction of The Rolling Stones/Jumpin’ Jack Flash (Mick Jagger/Keith Richards) – The Rolling Stones (3:35)
15. Parachute Woman (Mick Jagger/Keith Richards) – The Rolling Stones (2:58)
16. No Expectations (Mick Jagger/Keith Richards) – The Rolling Stones (4:13)
17. You Can’t Always Get What You Want (Mick Jagger/Keith Richards) – The Rolling Stones (4:24)
18. Sympathy for the Devil (Mick Jagger/Keith Richards) – The Rolling Stones (8:48)
19. Salt of the Earth (Mick Jagger/Keith Richards) – The Rolling Stones (4:57)

## Film
- The Rolling Stones Rock and Roll Circus (1968). Regie: Michael Lindsay-Hogg, Großbritannien 1968 (Dokumentarfilm veröffentlicht 1996).